# Parafia Przemienienia Pańskiego w Rzeczycy Ziemiańskiej
Parafia Przemienienia Pańskiego w Rzeczycy Ziemiańskiej – parafia rzymskokatolicka, znajdująca się w diecezji sandomierskiej, w dekanacie Zaklików.